# François Wille
François Wille, vollständig Jean François Arnold Wille (* 20. Februar 1811 in Hamburg; † 7. Januar 1896 in Meilen), war ein Schweizer Journalist, Schriftsteller und Politiker.

## Leben
Als Sohn eines Uhrmachers und Kaufmanns geboren, studierte Wille ab 1831 Theologie in Göttingen und ab 1833 Theologie und Jurisprudenz in Kiel. Während seines Studiums wurde er Mitglied einer Burschenschaft. Da er als Sekundant an einem Duell teilgenommen hatte, wurde er 6 Monate inhaftiert. In Jena wurde er 1845 zum Dr. phil. promoviert. Ab 1836 war er als politischer Journalist tätig, unter anderem war er ab 1841 alleiniger Redaktor der Zeit. Von 1841 bis 1843 leitete er die Hamburger Neue Zeitung. Im Jahr 1848 gehörte er dem Vorparlament an. In der Folge zog er in die Schweiz und erwarb 1851 das Landgut Mariafeld in Feldmeilen. Er schuf einen politisch-literarisch-musikalischen Treffpunkt und war als politischer Schriftsteller tätig. Conrad Ferdinand Meyer widmete sein Versepos Huttens letzte Tage «Franz Wille und Eliza Wille zu eigen». 1864 nahm Wille an einer Gesellschaftsreise nach Konstantinopel teil, auf der er den niederdeutschen Schriftsteller Fritz Reuter kennenlernte. Reuter erinnerte sich später in einer kurzen Referenz in seinem Roman De Reis’ nah Konstantinopel oder de meckelnbörgschen Montecchi un Capuletti (1867) an diese Begegnung. 1883 verfasste er im Auftrag des Bundesrats ein Gutachten. 1862 war er Gründer und bis 1867 erster Präsident der Gemeinnützigen Gesellschaft des Bezirks Meilen. 1868 war er für die Demokraten Verfassungsrat des Kantons Zürich.
Wille heiratete 1845 die Schriftstellerin Eliza Wille. Beider Sohn war der General Ulrich Wille. Enkelkinder waren Ulrich Wille junior und Renée Schwarzenbach-Wille. Urenkelinnen waren die Historikerin Gundalena Wille, verheiratete von Weizsäcker und die Schriftstellerin Annemarie Schwarzenbach.